# Dębina (Szamotuły)
Pour les articles homonymes, voir Dębina.
Dębina (prononciation : [dɛmˈbina]) est un village polonais de la gmina de Pniewy dans le powiat de Szamotuły de la voïvodie de Grande-Pologne dans le centre-ouest de la Pologne.
Il se situe à environ 10 kilomètres à l'est de Pniewy (siège de la gmina), 15 kilomètres au sud-ouest de Szamotuły (siège du powiat), et à 39 kilomètres à l'ouest de Poznań (capitale de la Grande-Pologne).

## Histoire
De 1975 à 1998, le village faisait partie du territoire de la voïvodie de Poznań.

Depuis 1999, Dębina est situé dans la voïvodie de Grande-Pologne.
Le village possède une population de 210 habitants en 2013.